# سباق جائزة البحرين الكبرى 2011
جائزة البحرين الكبرى 2011 كان من المقرر أن تكون الجولة الافتتاحية من بطولة العالم لسباقات الفورمولا واحد موسم 2011 المزمع عقدها في 13 مارس 2011 في حلبة البحرين الدولية في الصخير بالبحرين وتم تأجيله في 21 فبراير 2011 بسبب الاحتجاجات. يوم 3 يونيو أعلن أن السباق سيجرى في 30 أكتوبر مما يجعله الجولة 17 من 20 التي ستعقد خلال عام 2011. بعد الجدل حول إعادة السباق تخلي منظمي سباق الجائزة الكبرى عن سعيهم لاستضافة سباق في عام 2011.

## التأجيل
في 14 فبراير 2011 اندلعت الاضطرابات المدنية في البحرين كجزء من سلسلة من الاحتجاجات في شمال أفريقيا والشرق الأوسط. نتيجة للاضطرابات فإنه نظرا لحضوزر الطواقم الطبية جلسة التدريب العملي في البحرين لصالح سلسلة جي بي 2 آسيا فقد تم النقل إلى المستشفى في المنامة مما اضطر إلغاء جلسة التدريب العملي الخميس. في وقت لاحق من ذلك اليوم أعلن أن عطلة نهاية الأسبوع كله من شأنه أن تلغى بناء على طلب من الاتحاد السيارات المحلي.
قال الرئيس التنفيذي لحلبة البحرين الدولية وولي العهد سلمان بن حمد آل خليفة أنه سيتم القيام بكل شيء ممكن لضمان إقامة السباق. بيرني إيكلستون الرئيس التنفيذي لشركة إدارة الفورمولا واحد وإدارة الفورمولا واحد قال انه يأمل ان المحادثات مع آل خليفة ستخفف من مخاوفه من إلغاء هذا الحدث. قال نبيل رجب نائب رئيس مركز البحرين لحقوق الإنسان أنه سيكون من الصعب وضع نهاية سريعة للاحتجاجات. قال ايكلستون أنه سيتم اتخاذ قرار بشأن السباق في 23 فبراير إما بإقامته أو بإلغائه. ومع ذلك نقلت الصحيفة عن متظاهرين أن السبب الوحيد لاستعداد ولي العهد للتحدث مع المتظاهرين كان من أجل عقد السباق.
في 21 فبراير 2011 تم الإعلان عن تأجيل السباق بسبب الاحتجاجات المستمرة وإعادة جدولة البطولات للبدء في أستراليا. منح المنظمون موعد نهائي حتى 1 مايو لاتخاذ قرار بشأن إقامة السباق أو إلغائه. أصدر مسؤولو سباق البحرين بيانا في وقت لاحق بأنهم يأملون في إعادة جدولة سباق الجائزة الكبرى.

## إعادة مؤقتة وإلغاء
في 2 مايو 2011 مدد بيرني ايكلستون الموعد النهائي إلى 3 يونيو. ذكر اوتوسبورت في وقت لاحق أن الاتحاد الدولي للفورمولا استكشف إمكانية نقل سباق الجائزة الكبرى الهندي إلى السباق الأخير من الموسم بتاريخ مؤقت هو 4 ديسمبر وعقد سباق جائزة البحرين الكبرى في موعد السابق الهندي في 30 أكتوبر.
في اجتماع لمجلس رياضة السيارات العالمي يوم 3 يونيو صوت أعضاء الاتحاد الدولي للسيارات بالإجماع على إعادة سباق البحرين إلى التقويم على التاريخ المقرر في 30 أكتوبر. كان القرار مثير للجدل حيث قال مدير فريق مرسيدس روس براون أن ختام الموسم في ديسمبر أمر غير مقبول في حين انتقدت منظمات حقوق الإنسان قرار الاتحاد الدولي للسيارات بإقامة السابق في ظل الاضطرابات السياسية الجارية في البلاد. أعرب سائق ريد بول مارك ويبر أيضا عن مخاوفه بشأن أوضاع حقوق الإنسان وأنه يتمنى لهذه الرياضة اتخاذ موقف صارم بخصوص القضية. أعرب العديد من السائقين الآخرين استعدادهم للسباق على شرط أن ضمان سلامتهم وسط تقارير تفيد بإجراء احتجاجات في يوم السباق. ردا على ذلك وعد رئيس الاتحاد الدولي للسيارات جان تود تلك الهيئة التي تحكم الرياضة ستراقب الوضع في البحرين بعناية وترك الباب مفتوحا أمام إمكانية الإلغاء في حالة تدهور الأمن في البلاد قبل السباق في حين دعا صاحب الحقوق التجارية بيرني ايكلستون لتصويت ثان عقده من أجل إعادة إقامة سباق الجائزة الكبرى الهندي في موعده الأصلي أكتوبر ونقل سباق جائزة البحرين الكبرى إلى ديسمبر. وفقا لرئيس الاتحاد الدولي للسيارات ماكس موسلي السابق فإن إعادة جدولة السباق تحتاج إلى موافقة بالإجماع من الفرق. كان قد أفيد أن رابطة فرق الفورمولا واحد كانت تعارض إعادة جدولة السباق ولغاية 30 أكتوبر لأسباب لوجستية ولكن كانوا على استعداد لمناقشة الموضوع. في 8 يونيو قال بيرني ايكلستون انه يشعر ان السباق لن يمضي قدما لأن الاتحاد الدولي للسيارات أغفل المادة 66 من قانون الرياضة التي تنص على أنه لا تعديلات يمكن إدخالها على الترتيبات لبطولة من دون اتفاق جميع المنافسين. سأل الاتحاد الدولي للسيارات في وقت لاحق ايكلستون تقديم مقترح التقويم الجديد بعد أن أبلغ من قبل رابطة الفرق أن إقامة سباق البحرين يوم 30 أكتوبر غير عملي.
بعد أسبوع واحد صوت مجلس رياضة السيارات العالمي لعودة السباق إلى التقويم فيما تخلى منظمي سباق جائزة البحرين الكبرى رسميا عن سعيهم للعودة إلى التقويم.